# Georg Funkquist
Georg Herman Fredrik Funkquist, född 13 mars 1900 i Uppsala, död 23 oktober 1986 i Hedvig Eleonora församling, Stockholm, var en svensk skådespelare.

## Biografi
Efter avslutade studier vid Lunds universitet genomgick Georg Funkquist Dramatens elevskola 1921–1923. Därifrån kom han till Svenska teatern, Stockholm, där han stannade till 1925, och övergick därefter för spelåret 1925–1926 till Vasateatern. 1926–1927 var Funkquist knuten till Folkteatern i Stockholm, 1927–1928 till Svenska Teatern i Helsingfors, 1929–1930 till Folkets hus teater i Stockholm, 1931–1932 till Stora Teatern, Göteborg, 1933–1935 till Blancheteatern, 1936–1937 till Vasateatern och 1938–1945 till Dramaten. Under 1940-talet spelade Funkquist på Oscarsteatern och Nya teatern i Stockholm men uppträdde även på Kungliga teatern 1944 som Calchas i Sköna Helena.
I Sverige hade han en framgångsrik filmkarriär. På 1950-talet engagerades han vid Nya Teatern i Stockholm och under olika perioder vid Dramaten. Han var även en uppskattad uppläsare i radio. 
Funkquist var son till Herman Funkquist och dotterson till Olof Bendz. Han var ogift och är begravd på Ingarö kyrkogård.

## Filmografi
- 1922 – Amatörfilmen
- 1925 – Karl XII del II
- 1925 – Karl XII
- 1931 – Röda dagen
- 1931 – Kärlek måste vi ha
- 1936 – Stackars miljonärer
- 1937 – Lyckliga Vestköping
- 1937 – Mamma gifter sig

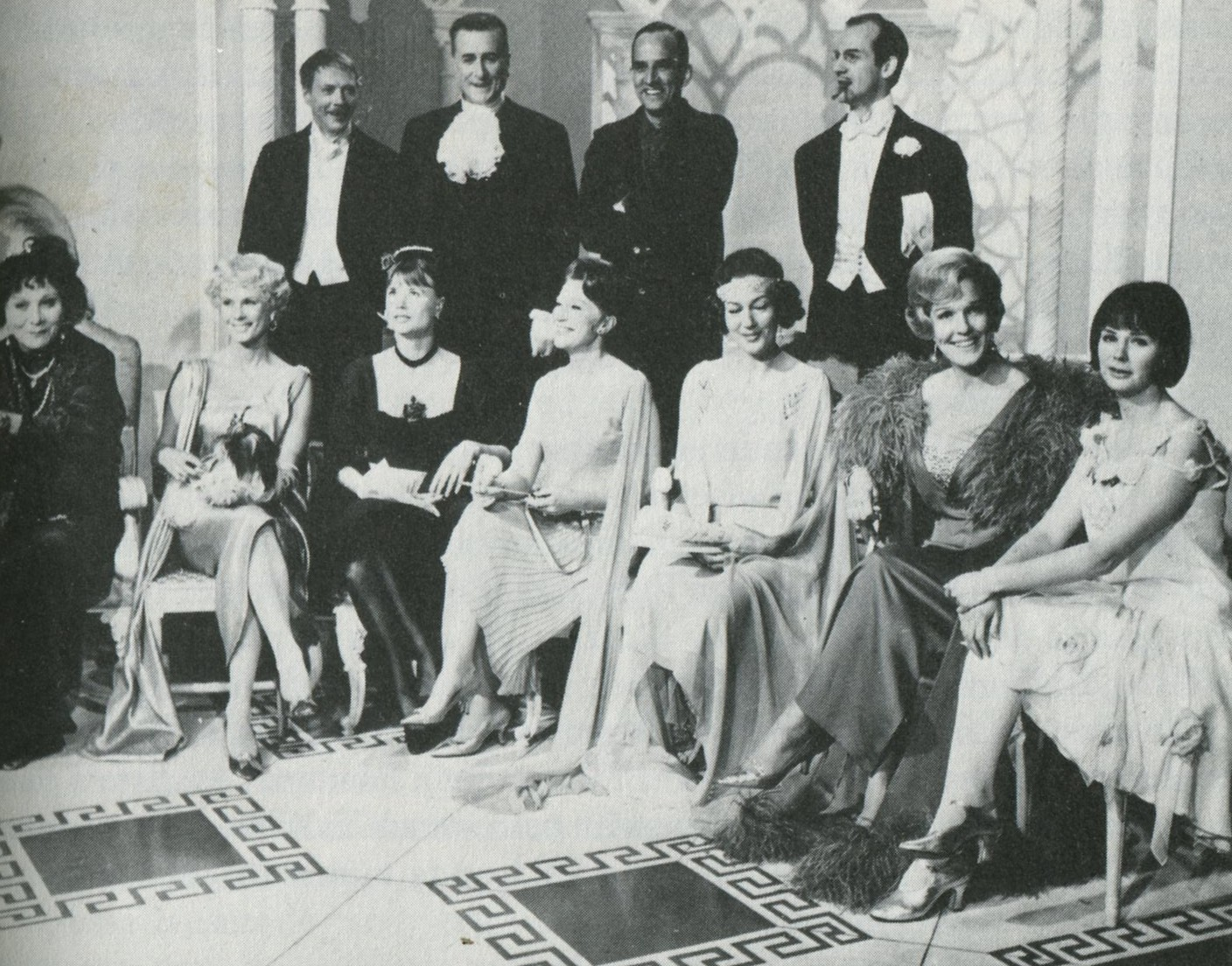
Hela truppen från filmen För att inte tala om alla dessa kvinnor från 1964. Stående fr.v.: Allan Edwall, Georg Funkquist, Ingmar Bergman och Jarl Kulle. Sittande fr.v.: Karin Kavli, Bibi Andersson, Harriet Andersson, Gertrud Fridh, Barbro Hiort af Ornäs, Eva Dahlbeck och längst ut till höger Mona Malm.

- 1937 – En flicka kommer till sta'n
- 1938 – Adolf klarar skivan
- 1939 – Vi på Solgläntan
- 1939 – Kalle på Spången
- 1940 – Pinocchio (röst)[4]
- 1940 – Swing it, magistern!
- 1940 – Romans
- 1940 – Hennes melodi
- 1940 – Familjen Björck
- 1941 – Hem från Babylon
- 1941 – Första divisionen (film)
- 1941 – Fröken Vildkatt
- 1941 – Fröken Kyrkråtta
- 1942 – En sjöman i frack
- 1942 – En trallande jänta
- 1942 – Lyckan kommer
- 1942 – Flickan i fönstret mitt emot
- 1943 – Kajan går till sjöss
- 1943 – Det brinner en eld
- 1943 – Ombyte av tåg
- 1943 – Anna Lans
- 1943 – Lille Napoleon
- 1943 – Kvinnor i fångenskap
- 1943 – En vår i vapen
- 1943 – Stora skrällen
- 1943 – Kajan går till sjöss
- 1944 – Vändkorset
- 1944 – Vi behöver varann
- 1944 – Appassionata
- 1945 – I som här inträden
- 1945 – Idel ädel adel
- 1945 – Brott och Straff
- 1946 – Det är min modell
- 1947 – Får jag lov, magistern!
- 1947 – Kvinna utan ansikte
- 1948 – Intill helvetets portar
- 1948 – Solkatten
- 1948 – Kvinnan gör mig galen
- 1949 – Singoalla
- 1951 – Sommarlek
- 1951 – Dårskapens hus
- 1951 – Kvinnan bakom allt
- 1952 – H.C. Andersens sagor
- 1952 – Åke klarar biffen
- 1954 – I rök och dans
- 1955 – Paradiset
- 1956 – Ratataa
- 1956 – Främlingen från skyn
- 1956 – Flamman
- 1958 – Jazzgossen
- 1958 – Kvinna i leopard
- 1960 – Djävulens öga
- 1962 – Nils Holgerssons underbara resa
- 1962 – Åsa-Nisse på Mallorca
- 1963 – Lyckodrömmen
- 1964 – För att inte tala om alla dessa kvinnor
- 1965 – Salta gubbar och sextanter
- 1967 – Drottningens juvelsmycke
- 1970 – Frida och hennes vän (TV-serie)
- 1970 – Reservatet
- 1971 – Lockfågeln
- 1973 – Din stund på jorden (TV-serie)
- 1974 – Monismanien 1995
- 1977 – Friaren som inte ville gifta sig

## Teater

### Roller (ej komplett)
| År   | Roll                                               | Produktion                                                                                | Regi                     | Teater                           |
| ---- | -------------------------------------------------- | ----------------------------------------------------------------------------------------- | ------------------------ | -------------------------------- |
| 1922 | En sekreterare                                     | Riddar Blåskäggs åttonde hustru (La huitième femme de Barbe-Bleu) Alfred Savoir           | Olof Molander            | Dramaten                         |
| 1922 | Ligneray                                           | Äventyret (La belle aventure) Gaston Arman de Caillavet och Robert de Flers               | Karl Hedberg             | Dramaten                         |
| 1924 |                                                    | Charites porträtt (Charites Portræt) Einar Christiansen                                   | Pauline Brunius          | Svenska teatern, Stockholm       |
| 1925 |                                                    | Skuggan (L’ombra) Dario Nicodemi                                                          | Nils Johannisson         | Svenska teatern, Stockholm       |
| 1925 | Bergeot                                            | Herrn som kommer klockan 5 (Le Monsieur de 5 heures) Maurice Hennequin och Pierre Veber   | Knut Nyblom Albert Ranft | Svenska teatern, Stockholm       |
| 1925 |                                                    | Alarmklockan (La Sonnette dʼalarme) Maurice Hennequin och Romain Coolus                   | Gunnar Klintberg         | Vasateatern                      |
| 1925 | Camille Voizard                                    | Brinnande jord (Terre inhumaine) François de Curel                                        | Gunnar Klintberg         | Vasateatern                      |
| 1926 | Pinglet                                            | Borgmästarinnan (La Présidente) Maurice Hennequin och Pierre Veber                        | Albert Ranft             | Vasateatern                      |
| 1927 | Klas Rölling                                       | Revyprimadonnan Svasse Bergqvist                                                          | Sigurd Wallén            | Folkteatern                      |
| 1928 | Lord Rockmere                                      | Bättre folk (The Best People) Avery Hopwood och David Gray                                | Tollie Zellman           | Svenska Teatern, Helsingfors     |
| 1928 | Napoléon                                           | Världens vackraste ögon (Les plus beaux yeux du monde) Jean Sarment                       | Kurt Nordfors            | Svenska Teatern, Helsingfors     |
| 1929 | En sergeant                                        | Siegfried Jean Giraudoux                                                                  | Olof Molander            | Dramaten                         |
| 1931 |                                                    | Anständighetens vällust (Il piacere dell'onesta) Luigi Pirandello                         | Anders de Wahl           | Turné                            |
| 1933 | Antonio                                            | April, april eller Vad ni vill (Twelfth Night, or What You Will) William Shakespeare      | Per Lindberg             | Blancheteatern                   |
| 1934 | Medverkande                                        | Razzia, revy Kar de Mumma                                                                 | Harry Roeck-Hansen       | Blancheteatern                   |
| 1935 | Ludvig Vidén                                       | Härmed hava vi nöjet, revy Kar de Mumma, Karl-Ewert och Alf Henrikson                     | Harry Roeck-Hansen       | Blancheteatern                   |
| 1936 | François                                           | Cassini de Paris (Nacht vor dem Ultimo) Rudolf Lothar och Hans Adler                      | Harry Roeck Hansen       | Vasateatern                      |
| 1936 | Tunnbindaren                                       | Han som ville bli bedragen (Le cocu magnifique) Fernand Crommelynck                       | Per Lindberg             | Vasateatern                      |
| 1937 | Benedict Popinot                                   | Ungdomen kommer med åren (Vintage Wine) Seymour Hicks och Ashley Dukes                    | Gunnar Tolnæs            | Vasateatern                      |
| 1937 | Sewald                                             | I kärlek BC (Szerelemből elégtelen) Ladislaus Bus-Fekete                                  | Martha Lundholm          | Vasateatern                      |
| 1937 |                                                    | Axel i sjunde himlen (Axel an der Himmelstür) Paul Morgan, Hans Schütz och Ralph Benatzky | Max Hansen               | Vasateatern                      |
| 1939 | Donald Navadel                                     | Mitt i Europa (Idiot’s Delight) Robert E. Sherwood                                        | Rune Carlsten            | Dramaten                         |
| 1939 | Ministern                                          | Nederlaget Nordahl Grieg                                                                  | Svend Gade               | Dramaten                         |
| 1939 | Adolf                                              | Kejsaren av Portugallien Selma Lagerlöf                                                   | Rune Carlsten            | Dramaten                         |
| 1940 | Surkart                                            | Mycket väsen för ingenting (Much Ado About Nothing) William Shakespeare                   | Alf Sjöberg              | Dramaten                         |
| 1940 | Lektor Rygell                                      | Medelålders herre Sigfrid Siwertz                                                         | Rune Carlsten            | Dramaten                         |
| 1940 | Kammarherren                                       | Den lilla hovkonserten (Das kleine Hofkonzert) Toni Impekoven och Paul Verhoeven          | Rune Carlsten            | Dramaten                         |
| 1941 | Joseph                                             | Vi skiljas (Divorçons) Victorien Sardou och Émile de Najac                                | Alf Sjöberg              | Dramaten                         |
| 1941 | Albert Chivers, representent för Glyders läkemedel | Gudarna le (Jupiter Laughs) A.J. Cronin                                                   | Carlo Keil-Möller        | Dramaten                         |
| 1942 | Stabsfuriren                                       | Beredskap Gunnar Ahlström                                                                 | Alf Sjöberg              | Dramaten                         |
| 1942 | Rolf Swedenhielm junior                            | Swedenhielms Hjalmar Bergman                                                              | Carlo Keil-Möller        | Dramaten                         |
| 1942 | Herr Kimber                                        | Ut till fåglarna (George Washington Slept Here) George S. Kaufman och Moss Hart           | Alf Sjöberg              | Dramaten                         |
| 1943 | Gilbert Lantois                                    | Vår hemliga dröm (Jupiter) Robert Boissy                                                  | Carlo Keil-Möller        | Dramaten                         |
| 1943 | Johann Brunner                                     | Tre valser (Drei Walzer) Oscar Straus, Paul Knepler och Armin Robinson                    | Leif Amble-Naess         | Oscarsteatern                    |
| 1944 | Mr Bertie Barret                                   | Serenad Staffan Tjerneld och Lajos Lajtai                                                 | Leif Amble-Naess         | Oscarsteatern                    |
| 1945 | Medverkande                                        | Taggens varuhusrevy Georg Eliasson och Gösta Rybrant                                      | Per-Axel Branner         | Nya Teatern                      |
| 1945 | Alexander I. Vershinin                             | Tre systrar (Три сeстры, Tri sestry) Anton Tjechov                                        | Per-Axel Branner         | Nya Teatern                      |
| 1946 | Fadern                                             | Jag vill kärleken (Eurydice) Jean Anouilh                                                 | Per-Axel Branner         | Nya Teatern                      |
| 1947 | Ed Devery                                          | Född igår (Born Yesterday) Garson Kanin                                                   | Per-Axel Branner         | Nya teatern                      |
| 1950 | Adolphe                                            | Nina André Roussin                                                                        | Per-Axel Branner         | Nya Teatern                      |
| 1951 |                                                    | Låt mig ta hand om dig (Gather no moss) Max Catto                                         | Ernst Eklund             | Lisebergsteatern                 |
| 1956 | Greven                                             | Sällskapslek Erland Josephson                                                             | Gunnar Ekström           | Helsingborgs stadsteater         |
| 1958 | Greve Hector de Clérambard                         | Clérambard Marcel Aymé                                                                    | Gösta Folke              | Norrköping-Linköping stadsteater |
| 1959 | Pickering                                          | My Fair Lady Frederick Loewe och Alan Jay Lerner                                          | Sven Aage Larsen         | Oscarsteatern                    |
| 1961 | Argan                                              | Den inbillningssjuke (Le Malade imaginaire) Molière                                       | Sandro Malmquist         | Riksteatern                      |

### Regi
| År   | Produktion                                        | Upphovsmän                                         | Teater                 |
| ---- | ------------------------------------------------- | -------------------------------------------------- | ---------------------- |
| 1948 | Henne vi glömmer: Livet är vackert Livet er skønt | Leck Fischer                                       | Nya Teatern            |
| 1964 | Karusellen The Apple Cart                         | George Bernard Shaw Översättning Lennart Lagerwall | Stockholms stadsteater |

## Radioteater

### Roller
| År   | Roll                                | Produktion                                                              | Regi               |
| ---- | ----------------------------------- | ----------------------------------------------------------------------- | ------------------ |
| 1941 | Erik Johanson, innehar frisersalong | John Blundqvist Berco                                                   | Carl-Otto Sandgren |
| 1942 | Falk                                | Herr Dillman får besök Bigi Wennberg och Gösta Rybrant                  | Carl-Otto Sandgren |
| 1944 | Ason, heter egentligen Jonasson     | Amiralinnan Hilding Östlund                                             | Gunnar Olsson      |
| 1945 | Evas far                            | Blotta misstanken Karl Ragnar Gierow                                    | Alf Sjöberg        |
| 1949 | Filip                               | Filip Collins äventyr: Detektiven Kenyons blandade känslor Frank Heller | Knut Ström         |
| 1950 | Arne Logren                         | Hillmans detektivbyrå: Alias Henry Grundt Folke Mellvig                 | Lars Madsén        |
| 1950 | R.B. Waring                         | Det hemliga rummet Nigel Balchin                                        | Henrik Dyfverman   |